# Boráros tér
Boráros tér est une place située dans le quartier de Ferencváros, dans le 9e arrondissement de Budapest.

## Transport
La place est desservie par la station Boráros tér de la ligne   du train suburbain de Budapest et le pôle multimodal homonyme desservi par les lignes  2 4 6 du tramway de Budapest et les lignes  15 23 23E 54 55 212 du réseau de bus BKV.